# استخبار

الاستخبار عند أهل العربية هو الاستفهام وهو طلب الفهم. وقيل الاستخبار ما سبق أولا ولم يفهم حق الفهم، فإذا سألت عنه ثانيا كان استفهاما. بعض الكتب الاستخبار هو طلب الخبر.